# Gerhard Lindblom

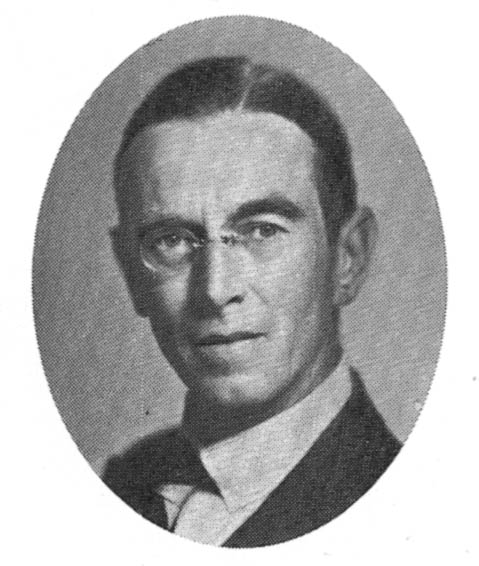
Gerhard Lindblom

Karl Gerhard Lindblom (geb. 26. August 1887; gest. 8. Juni 1969) war ein schwedischer Ethnograph, Afrikanist und Hochschullehrer, der in den 1910er Jahren in Britisch-Ostafrika arbeitete. Er schrieb verschiedene Werke über die Akamba (Kamba).

## Werke (Auswahl)
- Outlines of a Tharaka Grammar, with a list of words and specimens of the language, Uppsala Appelberg, 1914
- The Akamba in British East Africa. Uppsala, Appelberg, 1920 (Archives d’Études Orientales, No. 17) - Digitalisat
- Afrikanische Relikte und indianische Entlehnungen in der Kultur der Buschneger Surinams. Eine vergleichende Ethnographische Studie. Elanders Boktryckeri, Göteborg, 1924
- Notes on the Kamba language. Uppsala Appelberg, 1925
- Notes on Kamba grammar : with two appendices: Kamba names of persons, places, animals and plants - salutations, 1926
- Die Beschneidung bei den Akamba, 1927
- Kamba folklore, 3 Bde., 1928–1935
- Notes ethnographiques sur le Kavirondo septentrional et la colonie du Kenya, 1932
- Spears with two or more heads, particularly in Africa, 1934
- Ethnological and anthropological studies in Sweden during the war, 1946

- Beckmann, Leif, Graf Harry Hamilton Gerhard Lindblom u. a.: Jäger, Jagd und Wild in aller Welt. Eine Anthologie der modernen Jagd. I. Band: Europa; II. Band: Übrige Erdteile. München-Hamburg, F.C. Mayer Verlag, 1953